# Henry Skillman Breckinridge
Henry Skillman Breckinridge (25 mai 1886 - 2 mai 1960) est un avocat et homme politique américain, membre de l'éminente famille Breckinridge. Il a été United States Assistant Secretary of War de 1913 à 1916. Au cours du procès de l'affaire du bébé Lindbergh, il a été l'avocat de Charles Lindbergh. Breckinridge s'est opposé au New Deal par la droite. En tant qu'opposant au président Franklin Delano Roosevelt lors des primaires démocrates de l'élection présidentielle américaine de 1936, il a obtenu moins de 3 % des voix.

## Jeunesse
Breckinridge est né à Chicago dans l'Illinois le 25 mai 1886, de Louise Ludlow Dudley et de Joseph Cabell Breckinridge Sr. Parmi ses nombreux frères et sœurs, son frère aîné Joseph Cabell Breckinridge Jr., est officier de la United States Navy durant la guerre hispano-américaine, mort alors qu'il servait sur le torpilleur USS Cushing. Un autre de ses frères aînés, Scott Dudley Breckinridge, est médecin et athlète olympique.
Contrairement au cousin de son père, John Cabell Breckinridge, général de division confédéré et ancien vice-président des États-Unis, son père Joseph est officier de Union Army du Kentucky pendant la guerre de Sécession, sert comme inspecteur général de l'armée et est Major général des volontaires durant la guerre hispano-américaine.
Son grand-père paternel est Robert Jefferson Breckinridge, officier presbytérien, homme politique, titulaire d'une charge publique et abolitionniste. Son grand-père maternel est Ethelbert Ludlow Dudley, un éminent médecin de Lexington (Kentucky).
Après avoir été diplômé de l'université de Princeton et de la faculté de droit de Harvard, il commence à pratiquer le droit à Lexington (Kentucky).

## Début de carrière

United States Assistant Secretary of War.

Henry Breckenridge, Hassanieu Bey, 24 mars 1924.

En 1913, à l'âge de 27 ans, il est nommé United States Assistant Secretary of War par le président Woodrow Wilson, un collègue du Parti démocrate (États-Unis). Dans le même temps, le secrétaire adjoint de la Marine est Franklin Roosevelt. En 1914, il est chargé de sauver les Américains piégés en Europe par le déclenchement de la Première Guerre mondiale en août. Les observateurs de l'époque et les historiens lui attribuent depuis de mauvaises appréciations pour son travail bâclé et son mépris des devoirs, à l'inverse d'Herbert Hoover, un ingénieur qui s'est porté volontaire pour aider et pour prendre en charge les opérations,. En 1916, Breckinridge démissionne, avec le Secrétaire à la Guerre des États-Unis Lindley Miller Garrison, qui « préconisait une armée plus importante en opposition aux vues du président ». Pendant la guerre, il sert comme commandant d'un bataillon.
Il est membre des équipes américaines d'escrime aux Jeux olympiques de 1920 et aux Jeux olympiques d'été de 1928, et est capitaine lors des dernières. Aux Jeux de 1920, il remporte une médaille de bronze au fleuret par équipe,.

## Avocat new-yorkais
Après la guerre, il s'installe à New York et devient rapidement un éminent avocat. Il est président de la Navy League of the United States (« Ligue navale des États-Unis ») de 1919 à 1921 et organise à cette époque le premier Jour de la marine, qui est célébré en 1920. En 1933, il est conseiller du Joint Congressional Committee to Investigate Dirigible Disasters.
En 1934, il se présente comme sénateur américain de New York en tant que candidat du Parti constitutionnel,, pour s'opposer à la politique du New Deal de Roosevelt, mais ne recueille que 24 000 voix, soit la moitié du vote communiste, et un huitième de plus que le candidat socialiste Norman Thomas.
En 1935, au cours du procès pour l'enlèvement du bébé Lindbergh, il est l'avocat de Charles Lindbergh. Il a servi d'intermédiaire pour les négociations liées à la rançon, assisté de Robert H. Thayer (en découvrant la disparition de son enfant, Lindbergh avait appelé Breckinridge avant d'avertir la police).

## Primaires démocrates de 1936
Aux primaires démocrates de 1936, Breckinridge, farouche opposant au New Deal, est le seul candidat sérieux à s'opposer au très populaire sortant Roosevelt. FDR n'a par ailleurs comme opposants au sein du parti que par les candidats favorite son. Le test de Breckinridge sur la popularité du New Deal parmi les démocrates échoue : il perd largement. Cependant, dans le New Jersey, le président Roosevelt ne demande pas le vote préférentiel et perd cette primaire au profit de Breckinridge. Roosevelt récolte 19% des voix des votes écrits. Les candidats de Roosevelt au poste de délégué  balaient la course dans le New Jersey et ailleurs. Dans d'autres primaires, la meilleure performance de Breckinridge est ses 15% dans le Maryland,.
Roosevelt remporte un total de 4 830 730 voix dans toutes les primaires d'État combinées (93,19%) contre 136 407 pour Breckinridge (2,63%). Breckinridge soutient le candidat républicain Alf Landon contre Roosevelt aux élections générales.

## Vie privée
Breckinridge se marie trois fois. Son premier mariage a eu lieu le 7 juillet 1910 avec Ruth Bradley Woodman (1888-1941) à Genève, en Suisse. Ruth est la fille d'Edgar Horace Woodman, un avocat qui a été maire de Concord (New Hampshire) en 1883 et 1884. Avant de divorcer en 1925, Ruth et Henry sont les parents de deux filles :
- Elizabeth Foster Breckinridge (1911–2005)[18], qui épouse John Stephens Graham (1905–1976), secrétaire adjoint au Trésor et commissaire de l'Internal Revenue Service.
- Louise Dudley Breckinridge ( c. 1916 -1934), qui est tuée, âgée de 17 ans, lorsqu'une balle se décharge accidentellement d'un fusil à cible qu'elle transporte. Au moment de sa mort, elle est étudiante au Vassar College.

Il se marie pour la deuxième fois le 5 août 1927 avec la mondaine Aida de Acosta (1884-1962) à Washington (district de Columbia). Aida, première femme à piloter un avion motorisé en solo, est une des filles de l'émigré cubain Ricardo de Acosta, qui est directeur d'une ligne de bateaux à vapeur et raffineur de sucre. Avant leur mariage, Aida était mariée à Oren Root IIII, fils d' Oren Root II et neveu d'Elihu Root. À New York, ils vivent au 455 57e Rue Est. Après vingt ans de mariage et une séparation de trois ans, ils divorcent en 1947,.
Breckinridge se marie pour la troisième et dernière fois le 27 mars 1947 avec Margaret Lucy Smith (1913–2011), fille de l'horticulteur John Raymond Smith de Gloucestershire, en Angleterre. Ensemble, ils vivent au 67-38B 190th Lane à Fresh Meadows (Queens) et sont les parents d'une fille, Madeline Houston Breckinridge.
Breckinridge décède à l'hôpital St. Vincent de New York le 2 mai 1960.

## Parcours électoral
Élection au Sénat de New York, 1934 
- Royal S. Copeland (démocrate, titulaire) - 2 046 377 (55,34 %)
- Ernest Harold Cluett (républicain) - 1363440 (36,87%)
- Norman Thomas (socialiste) – 194 952 (5,27 %)
- Max Bedacht (communiste) - 45 396 (1,23%)
- Henry S. Breckinridge (constitutionnel) - 24241 (0,66%)
- William Sheafe Chase (Law preservation ) - 16 769 (0,45%)
- Olive M. Johnson (Parti ouvrier socialiste d'Amérique) - 6 622 (0,18 %)

Élection présidentielle américaine de 1936 (primaires démocrates)
- Franklin D. Roosevelt (titulaire) - 4 830 730 (93,19 %)
- Henry S. Breckinridge - 136 407 (2,63%)
- Upton Sinclair – 106 068 (2,05 %)
- John S. McGroarty - 61391 (1,18%)
- Joseph A. Coutremarsh - 39730 (0,77%)
- Al Smith – 2 974 (0,06 %)
- Charles Coughlin – 2 854 (0,06 %)
- John Nance Garner – 108 (0,00 %)
- William Borah - 87 (0,00%)